# C és C++ kompatibilitás

A C és a C++ programozási nyelvek szorosan kapcsolódnak egymáshoz, de számos jelentős különbség van közöttük. A C++ egy korai, szabványosítás előtti C elágazásaként indult, és úgy tervezték, hogy többnyire forrás-és-link kompatibilis legyen a korabeli C fordítóprogramokkal. Emiatt a két nyelv fejlesztőeszközei (például az IDE-k és a fordítóprogramok) gyakran egyetlen termékbe integrálódnak, és a programozó megadhatja a C vagy a C++ nyelvet forrásnyelvként.
A C azonban nem a C++ részhalmaza, és a nemtriviális C programok nem fordulnak le C++ kódként módosítás nélkül. Hasonlóképpen, a C++ számos olyan funkciót vezet be, amelyek nem érhetők el C-ben, és a gyakorlatban szinte az összes C++-ban írt kód nem konform C kód. Ez a cikk azonban azokra a különbségekre összpontosít, amelyek miatt a konform C kód rosszul formált C++ kód, vagy mindkét nyelven konform/jól formált, de C-ben és C++-ban eltérően viselkedik.
Bjarne Stroustrup, a C++ megalkotója azt javasolta, hogy a C és a C++ közötti inkompatibilitásokat a lehető legnagyobb mértékben csökkenteni kell a két nyelv közötti interoperabilitás maximalizálása érdekében. Mások azzal érveltek, hogy mivel a C és a C++ két különböző nyelv, a kompatibilitásuk hasznos, de nem létfontosságú; e tábor szerint az inkompatibilitás csökkentésére irányuló erőfeszítések nem akadályozhatják az egyes nyelvek önálló fejlesztését. Az 1999-es C szabvány (C99) hivatalos indoklása szerint „a C és a C++ közötti legnagyobb közös részhalmaz fenntartásának elvét” támogatták, „miközben fenntartották a köztük lévő különbséget, és lehetővé tették a külön-külön fejlődésüket”, és kijelentették, hogy a szerzők „megelégedtek azzal, hogy a C++ legyen a nagy és ambiciózus nyelv”.
A C99 számos kiegészítése nem támogatott a jelenlegi C++ szabványban, vagy ütközik a C++ funkcióival, például a változó hosszúságú tömbökkel, a natív komplex számtípusokkal és a restrict típusminősítővel. Másrészt a C99 a C89-hez képest csökkentett néhány egyéb inkompatibilitást a C++ olyan jellemzőinek beépítésével, mint a // megjegyzések és a vegyes deklarációk és kód.

## C-ben érvényes, de C++-ban nem létező konstrukciók
A C++ szigorúbb típusozási szabályokat (a statikus típusrendszer implicit megsértése nélkül) és inicializálási követelményeket (fordítási idejű kikényszerítés, hogy a hatókörön belüli változók inicializálása ne változzon) érvényesít, mint a C, ezért néhány érvényes C kód érvénytelen a C++-ban. Ezekre az ISO C++ szabvány C.1. függeléke ad magyarázatot.
- Egy gyakran előforduló különbség, hogy a C nyelvben gyengébben típusosak a mutatók. Konkrétan a C nyelvben a void* mutatók típusátalakítás nélkül is hozzárendelhetők bármilyen mutatótípushoz, míg a C++-ban nem; ez az idióma gyakran megjelenik a malloc memóriafoglalást használó C kódban,[10] vagy a kontextusmutatók POSIX pthreads(wd) API-nak történő átadásakor, valamint más, visszahívásokat[11] tartalmazó keretrendszerekben. Például a következő érvényes C-ben, de nem C++-ban:

void *ptr;
/* Implicit conversion from void* to int* */
int *i = ptr;

vagy hasonlóképpen:
int *j = malloc(5 * sizeof *j);     /* Implicit conversion from void* to int* */

Ahhoz, hogy a kód C és C++ nyelven is lefordítható legyen, explicit konverziót kell használni az alábbiak szerint (mindkét nyelven vannak kikötések):[12]
void *ptr;
int *i = (int *)ptr;
int *j = (int *)malloc(5 * sizeof *j);
- A C++ bonyolultabb szabályokkal rendelkezik a mutatóértékekhez, amelyek minősítőket adnak hozzá, mivel lehetővé teszi az int ** értékadását az const int *const * konstanshoz, de a nem biztonságos értékadást nem az const int **, míg a C egyiket sem engedélyezi (bár a fordítóprogramok általában csak figyelmeztetést adnak ki).
- A C++ megváltoztat néhány C szabványos könyvtári függvényt, hogy további túlterhelt függvényeket adjon hozzá const(wd) típusminősítővel(wd), pl. az strchr C-ben char* értéket ad vissza, míg a C++ úgy viselkedik, mintha két túlterhelt függvény lenne: const char *strchr(const char *) és egy char *strchr(char *). A C23-ban(wd) az általános szelekciót használják, hogy a C viselkedése jobban hasonlítson a C++-éhoz.[13]
- A C++ szigorúbb a felsorolt típusokká való átalakításban is: az int-ek nem konvertálhatók implicit módon enum-okká, mint a C-ben. A felsorolási konstansok (enum enumerátorok) a C-ben mindig int típusúak, míg a C++-ban különálló típusok, és méretük eltérhet az int méretétől.
- C++-ban egy const változót inicializálni kell; C-ben ez nem szükséges.
- A C++ fordítók tiltják a goto vagy switch utasítások inicializáláson való áthaladását, ahogy az a következő C99 kódban is látható:
void fn(void)
{
    goto flack;
    int i = 1;
flack:
    ;
}
- Bár szintaktikailag érvényes, a longjmp()(wd) függvény definiálatlan viselkedést eredményez C++-ban, ha az átugrott veremkeretek nemtriviális destruktorokkal rendelkező objektumokat tartalmaznak.[14] A C++ implementáció szabadon definiálhatja a viselkedést úgy, hogy a destruktorok meghívódjanak. Ez azonban kizárná a longjmp() bizonyos, egyébként érvényes felhasználási módjait, például a szálak vagy korutinok(wd) implementálását, amelyek különálló hívásvermek között váltanak a longjmp() segítségével – amikor a globális címtartomány alsó szintjéről a felső hívásveremre ugranak, a destruktorok az alsó hívásverem minden objektumához meghívódnának. C-ben ilyen probléma nincs.
- A C nyelv lehetővé teszi egyetlen globális változó több kísérleti definícióját egyetlen fordítási egységben, ami érvénytelen az ODR-sértés miatt a C++-ban.[15]
int N;
int N = 10;
- C-ben érvényes egy meglévő struct, union vagy enum nevű új típus deklarálása, de C++-ban érvénytelen, mivel C-ben a struct, union és enum típusokat minden olyan esetben jelezni kell, amikor a típusra hivatkozunk, míg C++-ban az ilyen típusok összes deklarációja implicit módon tartalmazza a typedef-et(wd).
enum BOOL {FALSE, TRUE};
typedef int BOOL;
- A nem prototípus („K&R” stílusú) függvénydeklarációk érvénytelenek C++-ban; C-ben továbbra is érvényesek a C23-ig,[16][17] bár a C eredeti, 1990-es szabványosítása óta elavultnak minősülnek. (Az „elavult” kifejezés az ISO C szabványban definiált, és olyan jellemzőt jelent, amelynek „visszavonása fontolóra vehető a szabvány jövőbeli felülvizsgálatai során”.) Hasonlóképpen, az implicit függvénydeklarációk (amelyek olyan függvényeket használnak, amelyeket még nem deklaráltak) nem engedélyezettek C++-ban, és 1999 óta érvénytelenek C-ben.
- A C nyelvben a C23-ig[18] a paraméterek nélküli függvénydeklaráció, pl. int int foo();, azt jelenti, hogy a paraméterek nincsenek meghatározva. Ezért megengedett egy ilyen függvény meghívása egy vagy több argumentummal, pl. foo(42, "hello world"). Ezzel szemben a C++-ban egy argumentumok nélküli függvényprototípus azt jelenti, hogy a függvény nem fogad el argumentumokat, és egy ilyen függvény argumentumokkal történő hívása helytelenül formált. C-ben az argumentumok nélküli függvények deklarálásának helyes módja a 'void' használata, mint például az int foo(void); esetében, ami a C++-ban is érvényes. Az üres függvényprototípusok elavult funkció a C99-ben (ahogy a C89-ben is azok voltak).
- Mind a C, mind a C++ nyelvben definiálhatók beágyazott struct(wd) típusok, de a hatókört másképp értelmezik: C++-ban egy beágyazott struct csak a külső struct hatókörén/névterén belül van definiálva, míg C-ben a belső struktúra a külső struktúrán kívül is definiálva van.
- A C nyelvben a struct(wd), union(wd) és enum(wd) típusok deklarálhatók függvényprototípusokban, míg a C++ nem.

A C99 és a C11 számos olyan további funkcióval bővült a C nyelvben, amelyek a C++20 verzió óta nem voltak beépítve a standard C++-ba, mint például a komplex számok, a változó hosszúságú tömbök (a komplex számokat és a változó hosszúságú tömböket a C11-ben opcionális bővítményekként jelölték), a rugalmas tömbtagok, a restrict kulcsszó, a tömbparaméter-minősítők és az összetett literálok.
- A C99 szabványban a _Complex kulcsszó és a complex kényelmi makró segítségével komplex aritmetikai műveleteket vezettek be, amelyek a float complex és a double complex primitív adattípusokat használják. A C++-ban a komplex aritmetika elvégezhető a komplex számok osztályával, de a két módszer nem kódkompatibilis. (A C++11 óta a szabványok azonban bináris kompatibilitást igényelnek.)[19]
- Változó hosszúságú tömbök. Ez a funkció a sizeof(wd) operátor esetleges nem fordítási idejű használatához vezethet.[20]
void foo(size_t x, int a[*]);  // VLA declaration
void foo(size_t x, int a[x]) 
{
    printf("%zu\n", sizeof a); // same as sizeof(int*)
    char s[x * 2];
    printf("%zu\n", sizeof s); // will print x*2
}
- Egy több tagú C99 struktúratípus utolsó tagja lehet egy rugalmas tömbtag(wd), amely egy meghatározatlan hosszúságú tömb szintaktikai formáját ölti. Ez hasonló célt szolgál, mint a változó hosszúságú tömbök (variable-length array), de a VLA-k nem jelenhetnek meg a típusdefiníciókban, és a VLA-kkal ellentétben a rugalmas tömbtagoknak nincs meghatározott méretük. Az ISO C++-ban nincs ilyen funkció.
Példa:
struct X
{
    int n, m;
    char bytes[];
}
- A C99-ben definiált restrict(wd) típusminősítő(wd) nem szerepelt a C++03 szabványban, de a legtöbb mainstream fordítóprogram, mint például a GNU Compiler Collection,[21] a Microsoft Visual C++(wd) és az Intel C++ Compiler(wd), hasonló funkciókat biztosít kiterjesztésként.
- A függvényekben lévő tömbparaméter-minősítők C-ben támogatottak, de C++-ban nem.
int foo(int a[const]);     // equivalent to int *const a 
int bar(char s[static 5]); // annotates that s is at least 5 chars long
- A C összetett literálok funkcionalitását a C++11 listainicializáló szintaxisa általánosítja mind a beépített, mind a felhasználó által definiált típusokra, bár vannak bizonyos szintaktikai és szemantikai különbségek.
struct X a = (struct X){4, 6};  // The equivalent in C++ would be X{4, 6}. The C syntactic form used in C99 is supported as an extension in the GCC and Clang C++ compilers.
foo(&(struct X){4, 6});         // The object is allocated in the stack and its address can be passed to a function. This is not supported in C++.

if (memcmp(d, (int []){8, 6, 7, 5, 3, 0, 9}, n) == 0) {} // The equivalent in C++ would be using digits = int []; if (memcmp(d, digits{8, 6, 7, 5, 3, 0, 9}, n) == 0) {}
- A tömbökhöz kijelölt inicializálók csak C nyelven érvényesek:
char s[20] = { [0] = 'a', [8] = 'g' };  // allowed in C, not in C++
- A C++-ban a nem visszaadó függvények noreturn attribútummal jelölhetők, míg a C külön kulcsszót használ. A C23-ban az attribútum szintaxisa is támogatott.[22]

A C++ számos további kulcsszót ad hozzá az új funkciók támogatásához. Ez érvénytelenné teszi azokat a C kódokat, amelyek ezeket a kulcsszavakat azonosítókként használják C++-ban. Például:
```
struct
 
template
 

{

    
int
 
new
;

    
struct
 
template
*
 
class
;

};

```

érvényes C kód, de a C++ fordító elutasítja, mivel a template, new és class kulcsszavak foglaltak.

## C-ben és C++-ban eltérően viselkedő konstrukciók
Van néhány szintaktikai konstrukció, amelyek mind C-ben, mind C++-ban érvényesek, de eltérő eredményeket adnak a két nyelven.
- A karakter literálok(wd), mint például az 'a', C-ben int típusúak, C++-ban pedig char típusúak, ami azt jelenti, hogy a sizeof 'a' általában eltérő eredményt ad a két nyelven: C++-ban 1 lesz, míg C-ben sizeof(int). Ennek a típuskülönbségnek egy másik következménye, hogy C-ben az 'a' mindig előjeles kifejezés lesz, függetlenül attól, hogy a char előjeles vagy előjel nélküli típus-e, míg C++-ban ez a fordító implementációjára jellemző.
- A C++ belső linkeket rendel a névtér-hatókörű const változókhoz, kivéve, ha azok explicit módon extern-ként(wd) vannak deklarálva, ellentétben a C-vel, ahol az extern az alapértelmezett minden fájl-hatókörű entitáshoz. A gyakorlatban ez nem vezet csendes szemantikai változásokhoz az azonos C és C++ kód között, hanem fordítási idejű vagy linkelési hibához.
- A C nyelvben az inline függvények(wd) használata megköveteli a függvény prototípus-deklarációjának manuális hozzáadását az extern kulcsszó használatával pontosan egy fordítási egységben, hogy biztosítsa a nem inline verziók belinkelését, míg a C++ ezt automatikusan kezeli. Részletesebben, a C kétféle inline függvénydefiníciót különböztet meg: a hagyományos külső definíciókat (ahol az extern kulcsszót explicit módon használják) és az inline definíciókat. A C++ ezzel szemben csak inline definíciókat biztosít inline függvényekhez. A C nyelvben egy inline definíció hasonló egy belső (azaz statikus) definícióhoz, abban az értelemben, hogy ugyanabban a programban létezhet egy külső definícióval és ugyanannak a függvénynek tetszőleges számú belső és inline definíciójával más fordítási egységekben, amelyek mindegyike eltérő lehet. Ez egy független szempont a függvény összekapcsolásától (linkage), de nem független szempont. A C fordítóknak mérlegelési jogkörük van, hogy válasszanak ugyanazon függvény inline és külső definíciói között, ha mindkettő látható. A C++ azonban megköveteli, hogy ha egy külső linkkel rendelkező függvényt beágyazva deklarálunk bármely fordítási egységben, akkor azt minden olyan fordítási egységben deklarálni (és így definiálni is) kell, ahol használják, és hogy az adott függvény összes definíciója azonos legyen, az ODR-t követve. A statikus beágyazott függvények azonosan viselkednek C-ben és C++-ban.
- Mind a C99, mind a C++ nyelvben létezik egy Boolean-típus, a bool, true és false konstansokkal, de ezek eltérően vannak definiálva. A C++-ban a bool egy beépített típus és egy foglalt kulcsszó(wd). A C99-ben egy új kulcsszó, a _Bool kerül bevezetésre új Boolean-típusként. Az stdbool.h fejléc a bool, true és false makrókat tartalmazza, amelyek rendre _Bool-ként, 1-ként és 0-ként vannak definiálva. Ezért a true és false értékek int típusúak a C-ben. Ez valószínűleg változni fog a C23-ban, amelynek tervezete magában foglalja a bool, true, és false értékek kulcsszavakká alakítását, valamint a true és false értékek bool típusba sorolását.
- C-ben implementációfüggő, hogy egy int típusú bitmező előjeles vagy előjel nélküli, míg C++-ban mindig előjeles, hogy illeszkedjen az alapul szolgáló típushoz.

Az előző szakasztól való számos egyéb különbség is kihasználható olyan kód létrehozására, amely mindkét nyelven lefordul, de eltérően viselkedik. Például a következő függvény különböző értékeket ad vissza C-ben és C++-ban:
```
extern
 
int
 
T
;

int
 
size
(
void
)

{

    
struct
 
T
 
{
  
int
 
i
;
  
int
 
j
;
  
};

    

    
return
 
sizeof
(
T
);

    
/* C:   return sizeof(int)

     * C++: return sizeof(struct T)

     */

}

```

Ez annak köszönhető, hogy a C nyelv a struktúra cimkék előtt struct-nak kell lennie (így a sizeof(T) a változóra utal), de a C++ nyelvben ez elhagyható (így a sizeof(T) az implicit typedef-re utal). Figyeljünk arra, hogy az eredmény más lesz, ha az extern deklarációt a függvényen belül helyezzük el: ekkor egy azonos nevű azonosító jelenléte a függvény hatókörében megakadályozza, hogy az implicit typedef érvénybe lépjen C++ esetén, és az eredmény C és C++ esetén ugyanaz lesz. Azt is vegyük észre, hogy a fenti példában a kétértelműség a sizeof operátorral használt zárójelből adódik. A sizeof T operátor használata esetén a T egy kifejezés lenne, nem pedig típus, így a példa nem fordulna le C++-ban.

## C és C++ kód összekapcsolása
Míg a C és a C++ nagyfokú forráskód-kompatibilitást tart fenn, a fordítóprogramjaik által létrehozott objektumfájlokban fontos különbségek lehetnek, amelyek a C és C++ kódok keverésekor jelentkeznek. Nevezetesen:
- A C fordítók nem úgy nevezik el a mangle szimbólumokat,[23] mint a C++ fordítók.[24]
- A fordítóprogramtól és az architektúrától függően előfordulhat, hogy a hívási konvenciók(wd) eltérnek a két nyelv között.

Ezen okok miatt ahhoz, hogy egy C++ kód meghívjon egy foo() függvényt, a C++ kódnak extern "C"-vel kell prototípust létrehoznia a foo() függvényhez. Hasonlóképpen, ahhoz, hogy egy C++ kód meghívjon egy bar() függvényt, a bar() függvényhez tartozó C++ kódot extern "C"-vel kell deklarálni.
A fejlécfájlok C és C++ kompatibilitásának fenntartása érdekében bevett gyakorlat, hogy a deklarációjukat extern "C"-ként adják meg a fejléc hatókörére vonatkozóan:
```
/* Header file foo.h */

#ifdef __cplusplus 
/* If this is a C++ compiler, use C linkage */

extern
 
"C"
 
{

#endif

/* These functions get C linkage */

void
 
foo
();

 

struct
 
bar
 
{
 
/* ... */
 
};

#ifdef __cplusplus 
/* If this is a C++ compiler, end C linkage */

}

#endif

```

A C és C++ összekapcsolása és hívási konvenciói közötti különbségek finom következményekkel járhatnak a függvénymutatókat használó kódokra nézve. Egyes fordítóprogramok nem működő kódot hoznak létre, ha egy extern "C"-ként deklarált függvénymutató egy nem extern "C"-ként deklarált C++ függvényre mutat.
Például a következő kód:
```
void
 
my_function
();

extern
 
"C"
 
void
 
foo
(
void
 
(
*
fn_ptr
)(
void
));

void
 
bar
()

{

   
foo
(
my_function
);

}

```

A Sun Microsystems C++ fordítójának használatával ez a következő figyelmeztetést adja:
```
 
$
 
CC
 
-
c
 
test
.
cc

 
"test.cc"
,
 
line
 
6
:
 
Warning
 
(
Anachronism
)
:
 
Formal
 
argument
 
fn_ptr
 
of
 
type

 
extern
 
"C"
 
void
(
*
)()
 
in
 
call
 
to
 
foo
(
extern
 
"C"
 
void
(
*
)())
 
is
 
being
 
passed

 
void
(
*
)().

```

Ez azért van, mert a my_function() függvényt nem C linkelési és hívási konvenciókkal deklaráljuk, hanem átadjuk a C foo() függvénynek.

## Lásd még
- C programozási nyelv
- C részhalmaz (C++)

## Fordítás
- Ez a szócikk részben vagy egészben  a   Compatibility of C and C++ című angol Wikipédia-szócikk fordításán alapul.  Az eredeti cikk szerkesztőit annak laptörténete sorolja fel. Ez a jelzés csupán a megfogalmazás eredetét és a szerzői jogokat jelzi, nem szolgál a cikkben szereplő információk forrásmegjelöléseként.